# Longirod
Longirod är en ort och  kommun i distriktet Nyon i kantonen Vaud, Schweiz. Kommunen har 551 invånare (2023).